# 1991 VC3
1991 VC3 är en asteroid i huvudbältet som upptäcktes den 13 november 1991 av den japanska astronomen Satoru Otomo i Kiyosato.
Asteroiden har en diameter på ungefär 4 kilometer.